# Can Mascaró (Sant Josep, 32)
Can Mascaró és una casa modernista de Tiana (Maresme) inclosa a l'Inventari del Patrimoni Arquitectònic de Catalunya.

## Descripció
Edifici civil amb planta baixa, pis i golfes. Exteriorment només presenta dues de les seves quatre façanes, i ocupen tota una cantonada. Es tracta de la reforma d'una antiga casa coberta amb una teulada de dos vessants, amb el carener paral·lel a la façana, i que destaca especialment pels esgrafiats que decoren la part superior de les obertures, amb alguns motius vegetals. D'altra banda, cal fer notar el coronament de la façana que amaga la teulada al darrere, format per línies trencades i ondulades. La casa s'adapta al desnivell del carrer, i presenta l'angle de la cantonada arrodonit. El degradat estat de conservació de l'edifici ve donat a la façana pel despreniment de l'arrebossat i esgrafiat, i especialment par la gran quantitat d'instal·lacions elèctriques que coincideixen a l'angle de la mateixa.

## Història
Possiblement la reforma fou realitzada vers l'any 1920.